# یاشلیسکا
یاشلیسکا (به لاتین: Jaśliska) یک روستا در لهستان است که در گمینا دوکلا واقع شده‌است. یاشلیسکا ۴۸۰ نفر جمعیت دارد.